# Gillis Janssonius van Waesberge
Gillis Janssonius van Waesberge (auch Wasberghe; * 2. April 1646 in Utrecht, Vereinigte Niederlande; † 6. Februar 1708 in Amsterdam, Vereinigte Niederlande) war ein niederländischer Verleger und Buchhändler in Amsterdam und Danzig.

## Leben und Wirken
Die Großväter Jan van Waesberghe und Johannes Janssonius waren Verleger in Utrecht und Amsterdam,  der Vater Johann Janssonius van Waesberge I in Amsterdam. Die Mutter war Elizabeth, geborene Jansszon.
Gillis war seit 1675 mit dem Bruder Johannes am Unternehmen des Vaters beteiligt und Mitglied der Buchhändlergilde. 1679 übernahmen beide den Verlag und führten ihn offiziell gemeinsam.
Während Johannes in Amsterdam tätig war, gründete Gillis eine Buchhandlung in Danzig in der Langgasse, die spätestens seit 1679 bestand. Zu diesem Zeitpunkt war er auch Bürger der Stadt.
Gillis Janssonius van Waesberge verlegte zahlreiche Publikationen in deutscher und lateinischer, aber auch polnischer Sprache in Danzig und ließ sie bei Druckern wie Johann Zacharias Stolle und Johann Heinrich Fischer herstellen.
Sein Name erschien außerdem bei fast allen Publikationen des Bruders in Amsterdam. Filialen hatten die beiden auch in Leipzig und Frankfurt am Main.
Gillis van Waesberge war mit Suzanna verheiratet. Nachkommen waren:
- Johannes Janssonius van Waesberge († vor 1725), führte die Buchhandlung in Danzig weiter, dessen Sohn war wahrscheinlich
  - Johann Anton von Waesberghe (1713–1775), Ratsherr, Burggraf und Publizist in Danzig
- Suzanna Janssonius van Waesberge